# Rachel Blodgett Adams
 Rachel Blodgett Adams  (* 13. Oktober 1894 in Woburn (Massachusetts); † 22. Januar 1982 in Providence, Rhode Island) war eine amerikanische Mathematikerin und Hochschullehrerin. Sie gehörte zu den ersten Frauen, die 1921 am Radcliffe College in Mathematik promovierten.

## Leben und Forschung
Adams wurde als Rachel Blodgett als ältestes von drei Kindern geboren und besuchte von 1899 bis 1908 das öffentliche Gymnasiums und danach bis 1912 die Woburn High School. Anschließend studierte sie Mathematik und Latein am Wellesley College und erhielt 1916 den Bachelor-Abschluss. Sie besuchte 1916 die Harvard Summer School und war von 1916 bis 1918 an der Miss Edgar’s und Miss Cramp’s School in Montreal, Quebec als Mathematiklehrerin beschäftigt. Sie studierte dann am Radcliffe College und erwarb 1919 ihren Master-Abschluss. Dort hatte sie mindestens zwei Jahre lang ein Edward Austin-Stipendium und 1921 ein Mary E. Horton Stipendium. Sie promovierte 1921 mit der Dissertation: The determination of the coefficients in interpolation formulae; and A study of the approximate solution of integral equations. Von 1921 bis 1922 unterrichtete sie als Mathematiklehrerin am Wellesley College. 1922 heiratete sie den Mathematiker Clarence Raymond Adams und reiste mit ihm bis 1923 nach Rom und Göttingen. Sie war ein Jahr nach ihrer Heirat Mitglied der MAA und von 1926 bis 1941 als Tutorin am Radcliffe College tätig, ebenso wie Mary Graustein. Im Zweiten Weltkrieg wurde sie in Washington beim National Roster of Scientific registriert. Während ihrer Ehe reiste sie mit ihrem Mann mit dem Auto in den USA und nach Europa. Aus ihrem Nachlass wurde der Blodgett Fonds gegründet, mit dem das Wellesley College Stipendien vergeben sollte.

## Mitgliedschaften
- American Mathematical Society
- Mathematical Association of America (MAA)
- Sigma Xi
- Phi Beta Kappa

## Veröffentlichungen
- On the Approximate Solution of Fredholm’s Homogeneous Integral Equation. In: American Journal of Mathematics. Band 51, Nr. 1, 1929, S. 139–148, JSTOR:2370568.